# Ваздухопловство и противваздушна одбрана Црне Горе
Ваздухопловство и противваздушна одбрана Црне Горе чини ваздушне снаге Војске Црне Горе.

## Опрема
Данашњу основу Ваздухопловства Црне Горе представљају транспортни и вишенаменски хеликоптери док су набавка и одржавање јуришних/борбених авиона стављени у други план. Стратегијским прегледом одбране Црне Горе, исказано је опредељење Министарства одбране Ратног ваздухопловства Црне Горе ка развијању хеликоптерских снага.
| Авион                    | Врста                                         | Авион                          | У служби | Белешка                |
| ------------------------ | --------------------------------------------- | ------------------------------ | -------- | ---------------------- |
| Learjet 45               | Путнички авион                                | Learjet 45                     |          | Авион Владе Црне Горе. |
| Г-4 супер галеб          | Школско-борбени авион                         | G-4                            |          |                        |
| Air Tractor AT-802       | Противпожарни авион                           | AT-802A                        |          |                        |
| Утва 75                  | Школски авион                                 | V-53                           |          |                        |
| PZL-Mielec M-18 Dromader | Противпожарни авион                           |                                |          |                        |
| SA 342 Газела            | Извиђачки хеликоптер Противоклопни хеликоптер | HO-42/45 HI-42 Hera HN-45 Gama | 14       |                        |
| Ми-8                     | Транспортни хеликоптер                        | Mi-8T                          |          |                        |